# 加藤箏乃
 加藤箏乃（カトウコトノ，6月15日—），日本漫畫家，女性，新潟縣出身。

## 經歷
畢業於日本動畫‧漫畫專門學校
，以《アナスタシアの親衛隊長》入圍第5回天狼星新人賞並且出道。2007年於月刊少年天狼星開始連載《將國戡亂記》，2017年《將國戡亂記》獲得第41屆講談社漫畫賞的少年部門賞。